# سان لورينزو (محطة مترو أنفاق مدريد)

سان لورينزو (بالإسبانية: San Lorenzo)‏ هي محطة مترو أنفاق في مدريد في إسبانيا، تقع على الخط رقم 4.